# Joan Vaux
Joan Vaux, även känd som Mother Guildford, född 1463, död 4 september 1538, var en engelsk hovfunktionär. Hon var kunglig guvernant till Margaret Tudor och Maria Tudor 1499–1514.
Hon var dotter till Sir William Vaux och Katherine Penyston, och gifte sig 1489 med sir Richard Guildford (död 1506) och vid okänt tidpunkt med Anthony Poyntz (död 1533). 
Hon blev vid okänd tidpunkt hovdam hos Margaret Beaufort, därefter 1501–1503 hos drottning Elizabeth av York, och 1506–1509 åter hos Margaret Beaufort. Hon var från 1499 guvernant för prinsessorna. Hon mötte vid ett tillfälle Erasmus av Rotterdam, som tog intryck av hennes lärdom. 
År 1514 följde hon Mary till Frankrike när denna gifte sig med kungen av Frankrike, men skickades tillbaka till England av kungen, som tyckte att hon hade för stort inflytande över Mary. Under kungens skilsmässa från Katarina av Aragonien vittnade hon till kungens förmån om att Katarina hade haft samlag med sin förste make. 